# Piazza (Terragnolo)
Piazza è una frazione del comune sparso di Terragnolo (situato in provincia di Trento), di cui costituisce la sede municipale.
Per la sua posizione centrale all'interno del comune, a Piazza sono situati la sede municipale, l'ufficio postale e numerosi altri servizi, sebbene la frazione più popolosa sia in realtà quella di Zoreri.

## Monumenti e luoghi d'interesse
- Chiesa dei Santi Pietro e Paolo. Situata al centro del paese ed è orientata verso sud.[3] La chiesa è menzionata per la prima volta in un documento del 1242 dove si legge di come Odorico di Beseno entrò in possesso dei beni che Jacopino signore di Lizzana possedeva a Terragnolo, conferitigli da Sodegerio di Tito, podestà di Trento, a nome dell'imperatore Federico II di Svevia.[3] Tra il 1655 e il 1665 l'edificio subì un'opera di ristrutturazione su progetto del maestro comacino Antonio Carloni, che ne modificarono l'orientamento e l'ampiezza (furono aggiunte una nuova navata e un presbiterio).[3] Successive modifiche vennero poi effettuate tra l'ultimo trentennio del XVIII e i primi anni del XIX secolo.[3] Nel 1885 fu aggiunto il corpo ribassato della navata minore.[3] Al termine della prima guerra mondiale, la chiesa ne uscì danneggiata, con il portone, l'organo, le panche e i rivestimenti in legno che erano stati utilizzati come legname.[4] Tra il 1919 e il 1920 fu ristrutturata e restaurata dal Genio militare.[4] All'interno si conservano affreschi sei-settecenteschi sulla parete interna del campanile e nella sacrestia, e tre interessanti altari in stile barocco datati 1643, 1773 e 1787.[4] Nel 2010 la chiesa è stata tinteggiata sia all'interno che all'esterno ed inoltre i vari affreschi sono stati restaurati. La chiesa è sede di parrocchia ed è inserita nel decanato di Rovereto della diocesi di Trento.[3] Il territorio parrocchiale si estende su un territorio che conta circa 700 abitanti.[5]

## Cultura

### Eventi
Le principali manifestazioni che hanno luogo a Piazza sono:
- Pizza in Piazza (21 luglio), organizzata dal comune e dal gruppo costumi tradizionali di Terragnolo, apre le sagre della Valle.
- Festa di Ferragosto (18 agosto), organizzata dal comune e dal gruppo anziani di Terragnolo.
- Ricordi, sensazioni, sapori... (1-2 settembre), organizzata dal comune e dal gruppo costumi tradizionali di Terragnolo.